# Ландскнехт

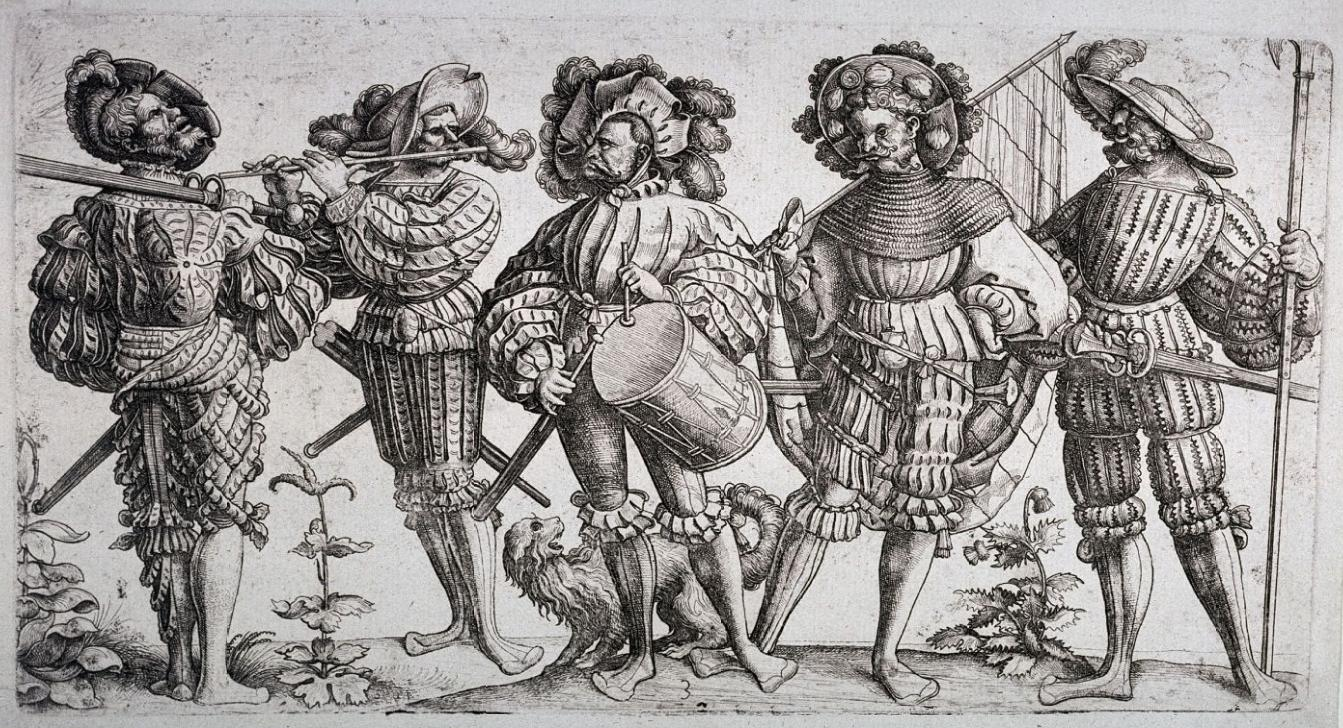
Ландскнехти. Картина Данієля Гопфера. Початок XVI століття

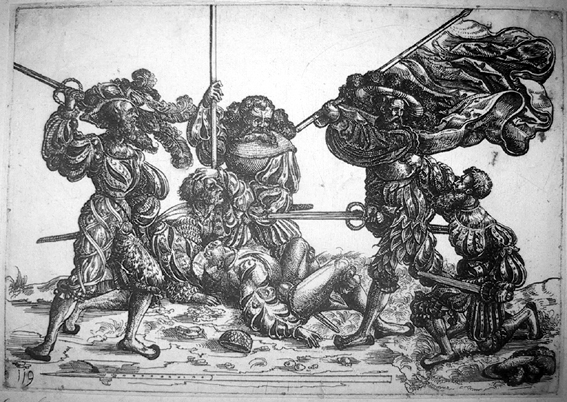
Прапороносець б'ється з ландскнехтами

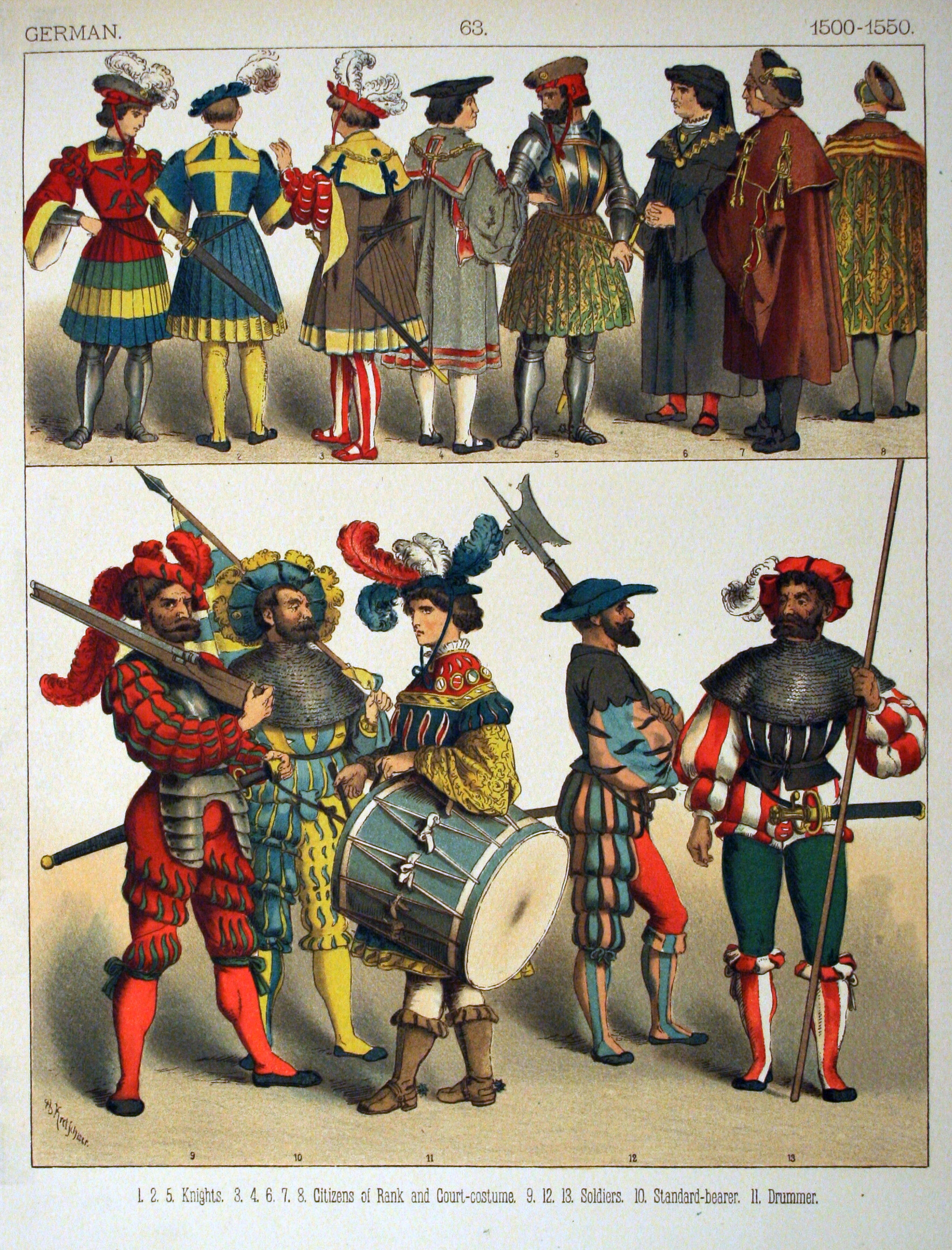
Німецькі типи першої половини XVI ст. (ландскнехти в нижній частині). Малюнок 1882 року

Ландскне́хт (від нім. Landsknecht, досл. «слуга країни», від Land — «країна» та Knecht — «батрак», «солдат») — німецький найманий піхотинець в XV—XVII століттях, що прибував на військову службу із власною зброєю. Військо ландскнехтів комплектувалося зі зубожілого дворянства, ремісників, селян і містян. Вперше ландскнехти з'явилися у Швабії (Південна Німеччина), де спочатку так звані найманці зі своєї країни; надалі ландскнехтами стали називати й іноземних найманців. З XVI століття ландскнехти набули широкого поширення у Франції, Австрії, Іспанії, німецьких, італійських та інших державах. Загони ландскнехтів блукали Західною Європою й наймалися до того, хто більше платив.
Термін «ландскнехт» вперше був введений у вжиток близько 1470 Петером фон Гагенбахом, військовим командиром бургундського герцога Карла Сміливого.

## Комплектування
Війська найманців — ландскнехти та рейтари, що набули поширення в Європі з кінця XV ст. до початку XVIII ст. — з'явилися перехідною ланкою від лицарської кінноти середньовіччя до регулярних армій нового часу, що комплектувалися рекрутами.
Ландскнехт наймався в основному з представників нижчого стану (бідноти) на противагу лицарям-дворянам, хоча останні нерідка займали пости вищих офіцерів в підрозділах ландскнехту. Наймання здійснювалося на певний термін (від 3 місяців до 1 року) і проводився особами, що отримали спеціальний патент від монарха.
Різними заходами, головним чином матеріальними подачками, фізичними методами дії, загрозою воєнного суду, що засуджував ландскнехтів за боягузтво і невиконання наказів до суворих покарань аж до страти, начальники ландскнехтів добивалися від них сліпої покори, стійкості й завзятості в бою. В цілому ж тверда свідома дисципліна в ландскнехтів була відсутня. Під час воєн і походів вони займалися грабежами та мародерством. Рухомі жагою наживи, ландскнехти розоряли зайняті міста і села, виявляли виняткову жорстокість стосовно мирного населення. Награбоване майно розподілялося між рядовими ландскнехтами та їхніми начальниками. У зв'язку з цим в період Тридцятирічної війни стали прозивними такі слова, як «банда» (загін ландскнехту) і «мародер» (прізвище одного з капітанів ландскнехту). Вважалося також, що ландскнехт заробляв у місяць більше, ніж фермер за рік.
Починаючи з 2-ї половини XVII століття через поступовий перехід європейських держав до постійних національних армій ландскнехти були скасовані.

## Тактика
Військо ландскнехтів складалося з полків, які підрозділялися на значки. У полку їх було від 10 до 16, в окремих випадках до 18. Значок зазвичай складався з 300—400, інколи 500—600 чол., у тому числі 50 стрільців-аркебузирів, більшість же були пікінерами (інші були озброєні алебардами, мечами, в тому числі дворучними мечами «для поля» — еспадонами та фламбергами). Полки та значки були організаційно-адміністративними одиницями та не мали тактичної самостійності.
У бою ландскнехти діяли великими масами, зазвичай у зімкнутому бойовому порядку (строю) у вигляді однієї великої чотирикутної колони; застосовувалося також шикування клином або трикутником. Застосовували тактику використання підрозділів verlorene Haufen (нім. загублений підрозділ). Резерви були або відсутні, або украй слабкими й не могли істотно вплинути на хід бою.

## Озброєння
- Клинкова зброя
  - Цвайгендер (дворучний меч)

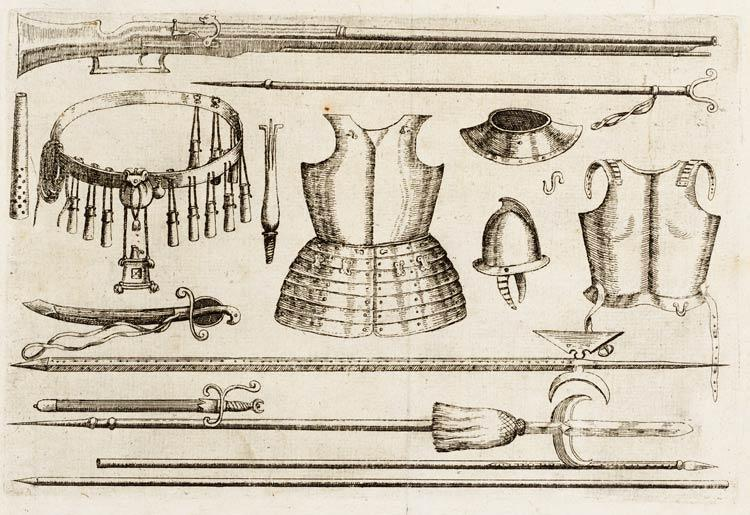
Озброєння ландскнехтів початку XVII століття: мушкет із сошкою, ґнотова трубка, берендейка з порохівницею, розрядник-тріскачка, кіраса, горжет, шолом-моріон, нагрудник, дюсак, алебарда, кацбальгер, протазан, піки. Гравюра з книги Kriegskunst zu Fuss Й. Я. Валльгаузена, 1615 р.

  - Фламберг (дворучний або полуторний меч з клинком хвилястої форми)
  - Кацбальгер («кішкодер», його величина коливалася від 35 до 120 см, хоча стандартний варіант мав величину близько 70 см використовувався як додаткова зброя до піки/цвайгендера/фламберга/аркебузи тощо. Він міняв роль: від ножа до полуторного меча, але в основному його можна класифікувати як короткий меч для ближнього бою)
  - Грос-месер (дворучна шабля)
- Держакова зброя
  - Піка
  - Рунка
  - Альшпіс
  - Протазан
  - Еспонтон
  - Алебарда
  - Росшиндер
- Ударна зброя
  - Моргенштерн
  - Люцернський молот
- Метальна зброя
  - Довгий лук
  - Арбалет
- Вогнепальна зброя
  - Аркебуза
  - Колісцевий пістолет (тільки у вищих офіцерів)

Характерним обладунком ландскнехтов були лати 3/4 (особливий тип неповного латного захисту) відомі також як «ландскнехтський обладунок».

## Сучасність
Термін «ландскнехт» в сучасній літературі інколи використовується як прозивна назва найманих військ, службовців за плату інтересам визначених кіл.